# فيكتوريا نيوتن
فيكتوريا نيوتن (بالإنجليزية: Victoria Newton)‏ هي صحفية بريطانية، ولدت في 9 مارس 1972 في ليفربول في المملكة المتحدة.